# Men's Health
Men's Health (tạm dịch: Sức khỏe đàn ông), là một tạp chí do hãng Rodale Inc. xuất bản, trụ sở tại Emmaus, Pennsylvania, Mỹ. Đây là thương hiệu tạp chí nam giới lớn nhất thế giới, với 35 ấn bản ở 59 quốc gia. Đây cũng là tạp chí nam bán chạy nhất ở Mỹ. Men's Health chủ yếu tập trung vào các lĩnh vực đời sống, thể hình, dinh dưỡng, thời trang và tính dục. Website của tạp chí đạt trung bình hơn 118 triệu lượt xem/tháng.